# گاراف
گاراف (به اسپانیایی: Garraf) یک منطقهٔ مسکونی در اسپانیا است که در استان بارسلون واقع شده‌است. گاراف ۱۸۵٫۳ کیلومتر مربع مساحت و ۱۴۳٬۰۶۶ نفر جمعیت دارد.